# Bolinha (apresentador)
Edson Cabariti (Bauru, 16 de julho de 1936 — São Paulo, 1 de julho de 1998), conhecido artisticamente como Bolinha, foi um radialista e apresentador de televisão brasileiro.

## Biografia
Bolinha nasceu como Edson Cabariti, em Bauru e criado em Santos, litoral do estado de São Paulo, em 1936. De ascendência turca e síria, mudou-se ainda cedo com a sua família para a cidade de Araçatuba. Foi mascate, feirante, engraxate, cobrador de ônibus, vendedor de velas para cemitério e balconista e em 1961, mudou-se para São Paulo para ser repórter de campo em jogos de futebol.

### Início da carreira na TV
Iniciou a carreira como locutor esportivo. Posteriormente, na TV Excelsior, passou a ser o responsável pelos flashes esportivos do programa Últimas Notícias.
A estreia como apresentador ocorreu quando em janeiro de 1967, a diretoria da Excelsior solicitou que substituísse o apresentador Chacrinha, que tinha um programa de auditório e havia se desentendido com os diretores da emissora, deixando a empresa repentinamente. Ao assumir do programa, a audiência aumentou e foi efetivado no cargo. Neste período, revelou muitos talentos, tais como Eneida Laís, Roberto Makassa, Margareth Menezes, Ítalo Ayala e Jarbas Piccioli.

#### Clube do Bolinha
Veio a tornar-se célebre como o apresentador do programa Clube do Bolinha, o qual ficou no ar durante 20 anos na TV Bandeirantes entre 1974 e 1994 e o qual alcançou 8 pontos de audiência – então, um dos programas-líderes da emissora em audiência.
Uma das atrações do Clube era o quadro Eles e Elas, no qual transformistas e travestis apresentavam-se. Os mais variados artistas tais como Alan & Aladim, Leandro & Leonardo e Arnaldo Antunes voltaram ao programa após já famosos para agradecer ao programa bem como ao próprio o apoio do apresentador no início de suas carreiras.
Um fato dos mais marcantes em toda a trajetória do apresentador foi sobre o cantor Paulo Sérgio. No dia 27 de julho de 1980, Paulo Sérgio fez no Clube aquela que seria a sua última apresentação na televisão. Horas após deixar os estúdios da TV Bandeirantes em São Paulo, o cantor sofreria um derrame cerebral e morreria no dia 29 de julho.

## Boletes
A maior marca do Clube era o elenco de bailarinas, conhecidas carinhosamente como "boletes". O elenco das bailarinas era composto também por certas ex-chacretes. Lista de algumas "boletes":
- Zulu (cuja fama era a de nunca sorrir para as câmeras);[8]
- Tânia Bang Bang (a secretária pessoal e assistente de produção musical do Clube, casada com o cantor Antônio Luiz – o qual também fazia as vezes de assessor nas viagens da Caravana do Bolinha);
- Cidinha;[9]
- Telma;
- Edna Poncell;
- Delma;
- Inês;
- Valquíria;
- Norman;
- Raquel;
- Sonia Lírio;
- Sônia Rangel;
- Isná;
- Gracinha Japão;
- Eduarda;
- Carla;
- Audrey;
- Sandra Lee;
- Silvana;
- Míriam Bianchi;
- Rose Cleópatra;
- Ana Maria;
- Marta Martin;
- Verônica;
- Leda Zepellin;
- Índia Amazonense;
- Laura;
- Júlia;
- Gina Tropical;
- Neide;
- Sandra Janete;
- Olívia;
- Fábia;
- Lúcia;
- Vanderléia;
- Beth Balanço;
- Beth Gazeta;
- Beth Coqueiro;
- Iris;
- Renata;
- Solange;
- Marli Bang Bang;
- Iara;
- Sônia Brasil;
- Paola;
- Prisclila;
- Érica;
- Thais;
- Kelly;
- Valéria;
- Rita;
- Teca;
- Baby;
- Marta;
- Charlene;
- Regiane;
- Tânia;
- Moara;
- Samantha;
- Marcela;
- Loraina.
- Anna

## Morte
Morreu às 2h30 de 1º de julho de 1998, aos 61 anos, apenas 15 dias antes de completar o 62º aniversário, vitimado por um câncer no aparelho digestivo. Estava internado no Hospital 9 de Julho para tratamento da doença que havia sido descoberta três anos antes de sua morte. Nos seis meses antes de morrer, a doença havia se agravado. Está sepultado no Cemitério do Paquetá, em Santos, no litoral de São Paulo.
Em 2011, Vitória, filha de Bolinha, começou a reunir documentações e conteúdos diversos pela criação do Instituto Edson Bolinha Cabariti.